# Entephria impallescens
Entephria impallescens är en fjärilsart som beskrevs av Hugo Theodor Christoph 1892. Entephria impallescens ingår i släktet Entephria och familjen mätare. Inga underarter finns listade i Catalogue of Life.